# Synkopa (muzyka)
Synkopa (gr. συγκοπή synkopḗ „obcięcie”, od συγκόπτω synkóptō „przycinać”) – rodzaj zaburzenia metro-rytmicznego w toku utworu, wykorzystywany jako środek stylistyczny; zjawisko rytmiczne polegające na przedłużeniu wartości rytmicznej znajdującej się na słabej części taktu o następną część taktu lub grupy taktowej. Synkopie towarzyszy powstanie dodatkowego akcentu tzw. akcentu rytmicznego na przedłużanej (słabej) części taktu.
Rytm synkopowy jest często stosowany w muzyce jazzowej i bluesie, a także w muzyce elektronicznej z gatunku drum and bass. W polskiej muzyce ludowej synkopa jest charakterystyczna dla krakowiaka.
Przykład zastosowania rytmu synkopowego zawiera utwór „No Excuses” zespołu Alice in Chains oraz „Synkopowy taniec” Béli Bartóka.